# Pulsatille de Haller
Pulsatilla halleri
Pour les articles homonymes, voir Haller.
Espèce
Classification phylogénétique
Synonymes
- Anemone halleri

La Pulsatille de Haller (Pulsatilla halleri), également appelée Anémone de Haller, est une espèce de plante à fleurs du genre des Pulsatilles et de la famille des Renonculacées.

## Description
C'est une plantes herbacées vivaces.
Elle mesure de 6 à 20 centimètres. Ses feuilles et sa tige sont entièrement velues. Les fleurs sont lilas à mauves. La floraison a lieu en juin-juillet.

## Répartition et habitat
On trouve la plante en Europe, en France (dans le Massif du Vercors notamment), en Suisse, en Bosnie-Herzégovine...
Cette anémone se rencontre dans les pelouses alpines et les rocailles.

## Statut de protection
Il s'agit d'une plante figurant sur le liste des espèces protégées sur l'ensemble du territoire français métropolitain. Elle est également sur la liste rouge des plantes de Suisse.